# The Beggar Maid
The Beggar Maid è un cortometraggio muto del 1921 diretto da Herbert Blaché e ispirato al dipinto King Cophetua and the Beggar Maid del pittore inglese Edward Burne-Jones nonché alle poesie di Alfred Tennyson che a loro volte sono state fonte di ispirazione del dipinto.

## Trama
Il giovane e idealista conte di Winston è un aristocratico innamorato follemente della figlia orfana di uno dei giardinieri del conte, la quale si prende cura del fratello malato. A causa delle loro differenti origini e condizioni sociali, il conte non è sicuro che un eventuale matrimonio possa essere felice. Ma sarà davvero così oppure tra loro il vero amore prevarrà? Nel film il pittore riveste la figura fittizia di un sensale tra i due.

## Produzione
Il film fu prodotto dalla Triart Picture Company. Venne girato a Red Bank, nel New Jersey.

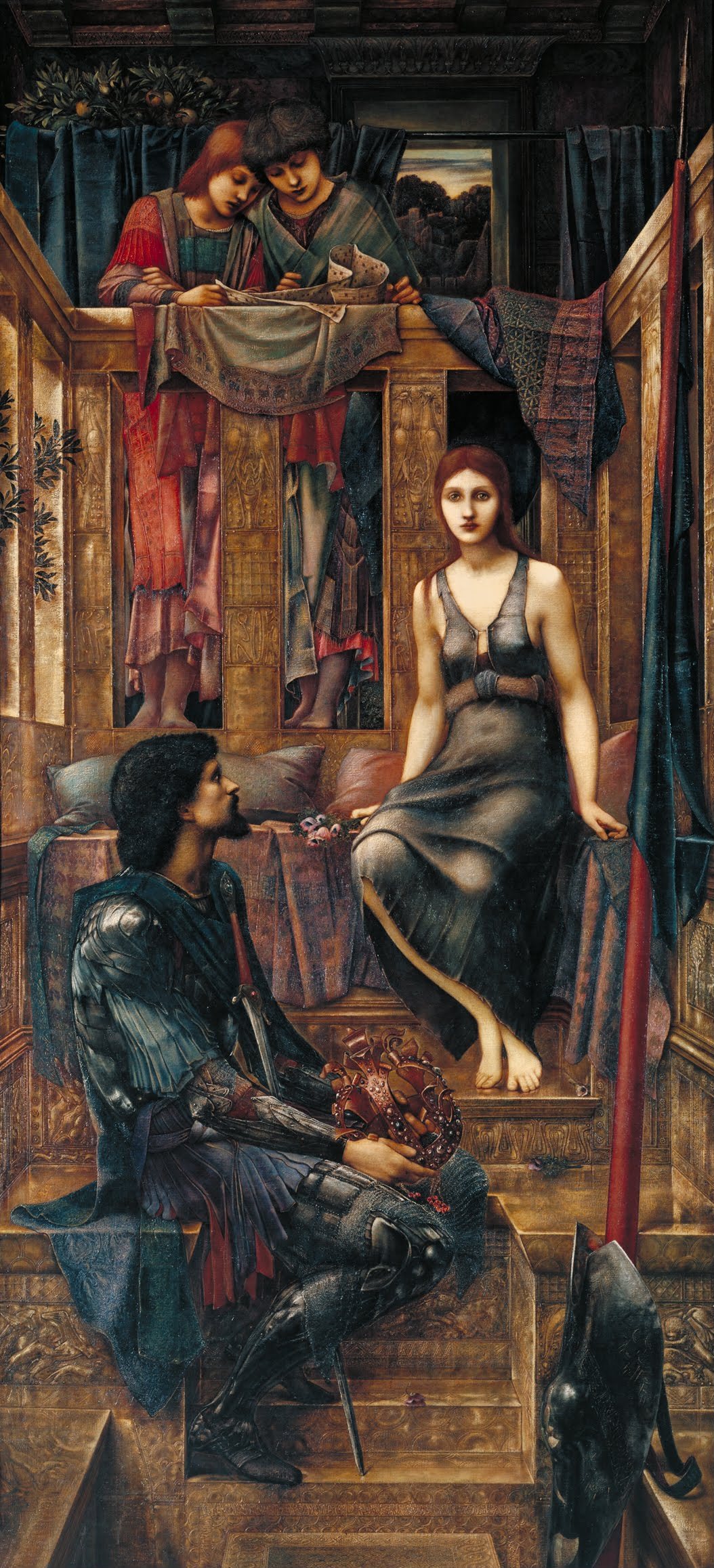
Il dipinto King Cophetua and the Beggar Maid di Edward Burne-Jones, 1984

## Distribuzione
Distribuito dalla W.W. Hodkinson (Paramount Pictures Corporation), uscì nelle sale cinematografiche statunitensi il 25 settembre 1921.
Il film esiste in un positivo in 16 mm colorato. I diritti del film sono di pubblico dominio.